# Tafraut
Tafraut (en árabe تافراوت, Tāfrāwt ; en amazig ⵜⴰⴼⵔⴰⵡⵜ, Tafrawt) es un municipio de la provincia de Tiznit, en la región de Sus-Masa, en la parte central del Anti-Atlas (Marruecos). Según el censo de 2014, tenía una población total de 6.345 personas.

## Etimología
El significado básico del nombre femenino tashelhit tafrawt es 'cuenca o cisterna en la que el agua extraída de un pozo es derramada', con un significado derivado de 'valle'. El centro de la ciudad de Tafraut está situado en realidad en un pequeño valle, al pie de una montaña llamada Lkest.
Un habitante singular masculino se llama en chilha u Tfrawt, plural ayt Tfrawt ; un habitante femenino singular es ult Tfrawt, plural ist Tfrawt .

## Galería de fotos

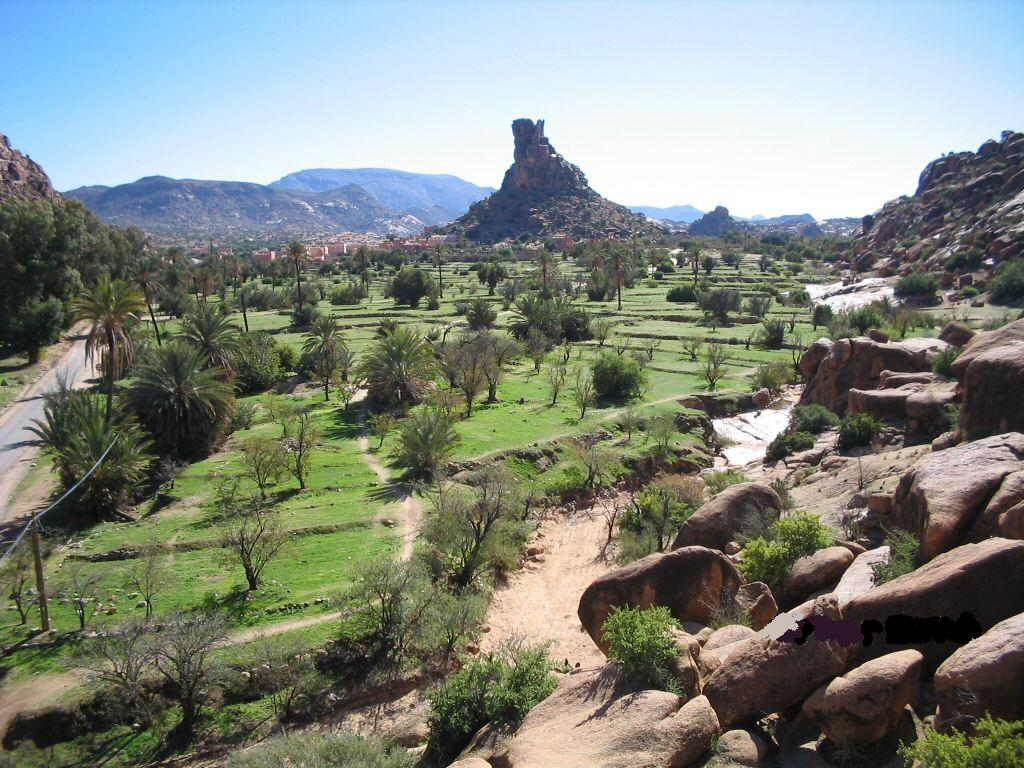
Tafraut
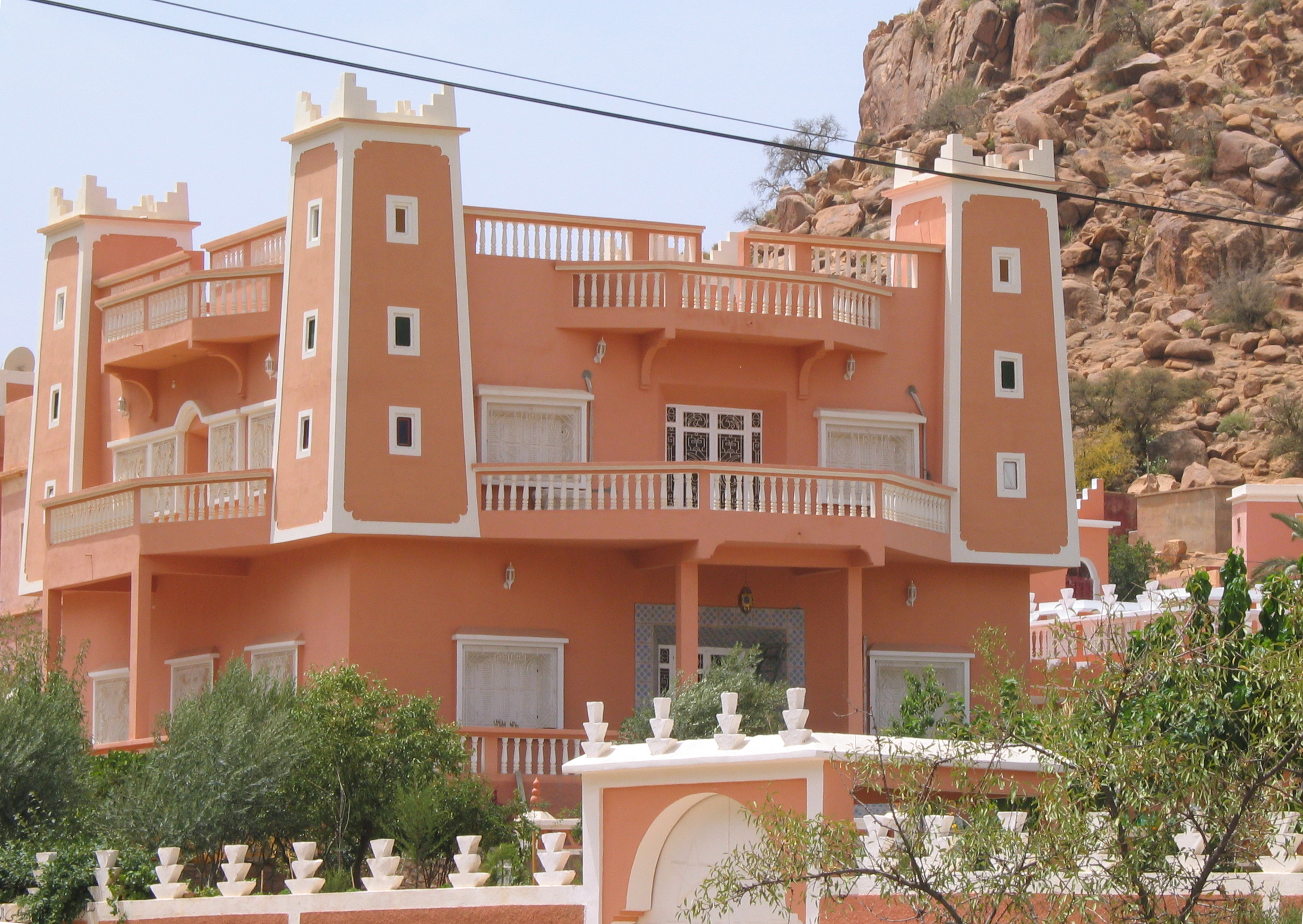
Casa a Tafraout
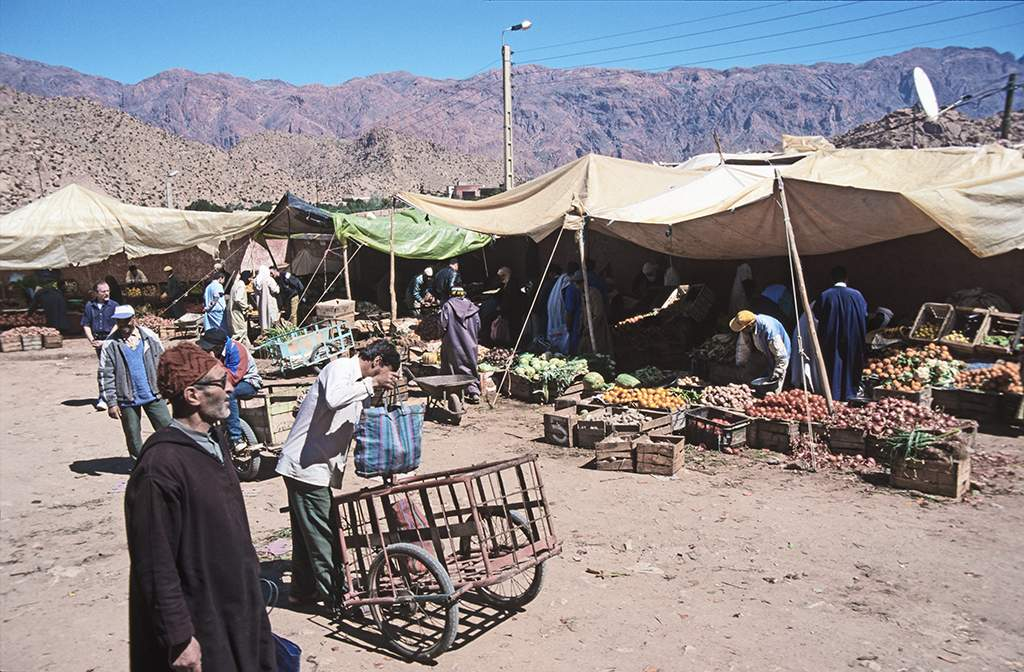
Tafraout el día de marcha
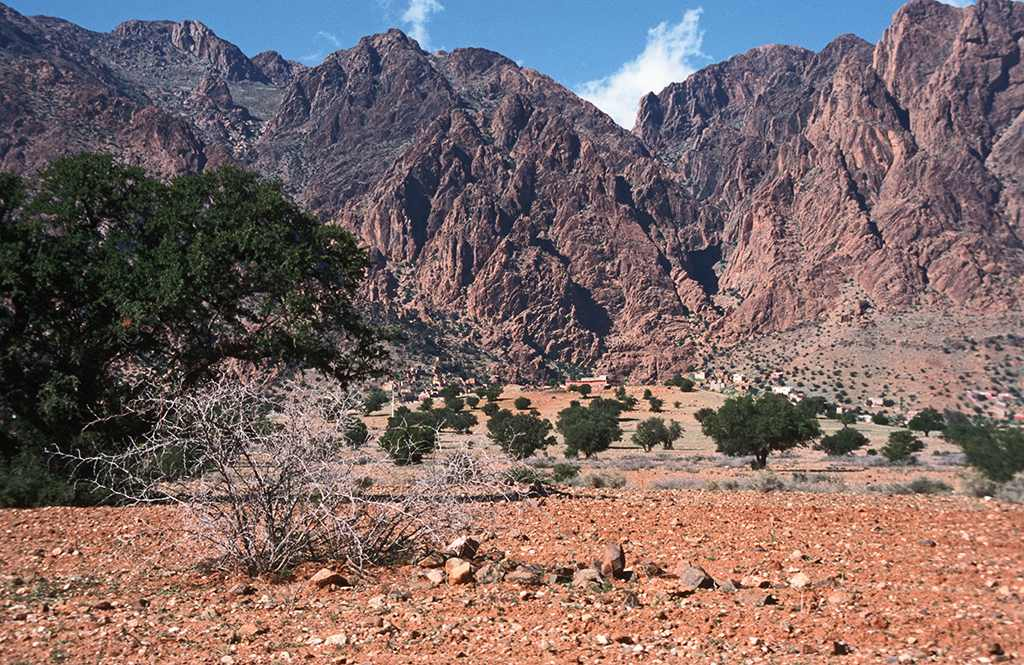
Vall dels Ammeln, Tafraout
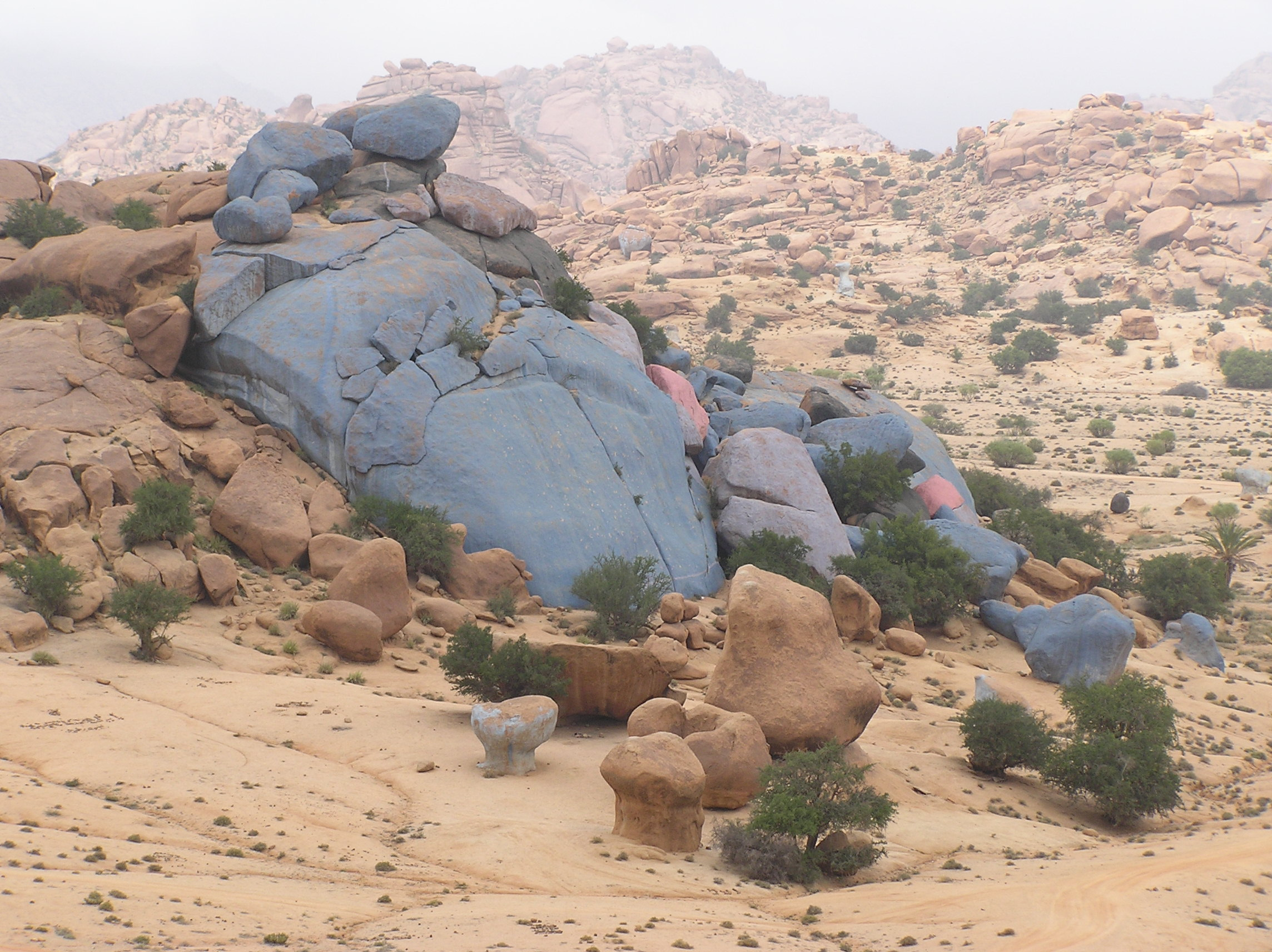
Les rochers bleus, del pintor Jean Vérame
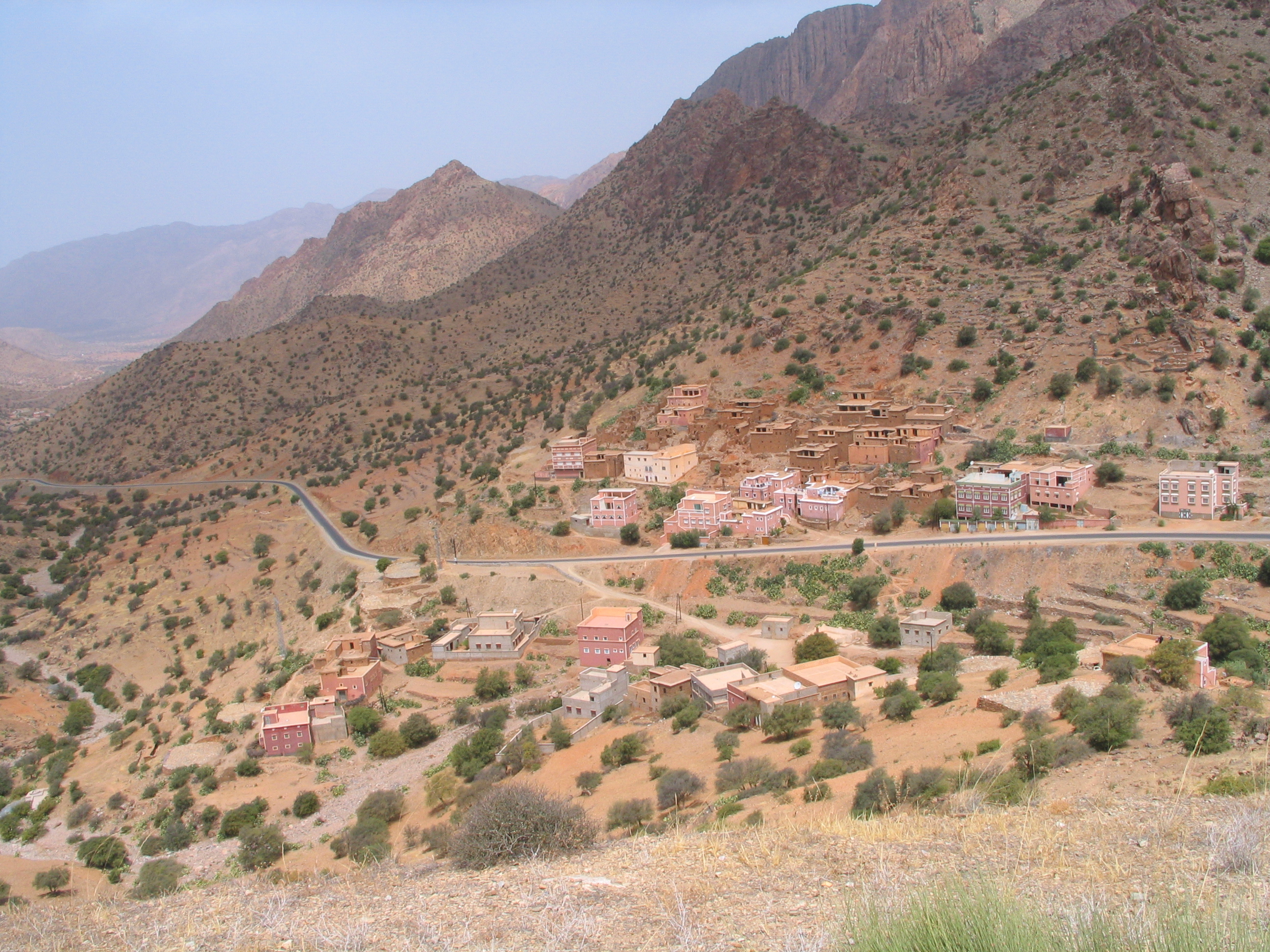
Valle de Ammeln, Tafraut
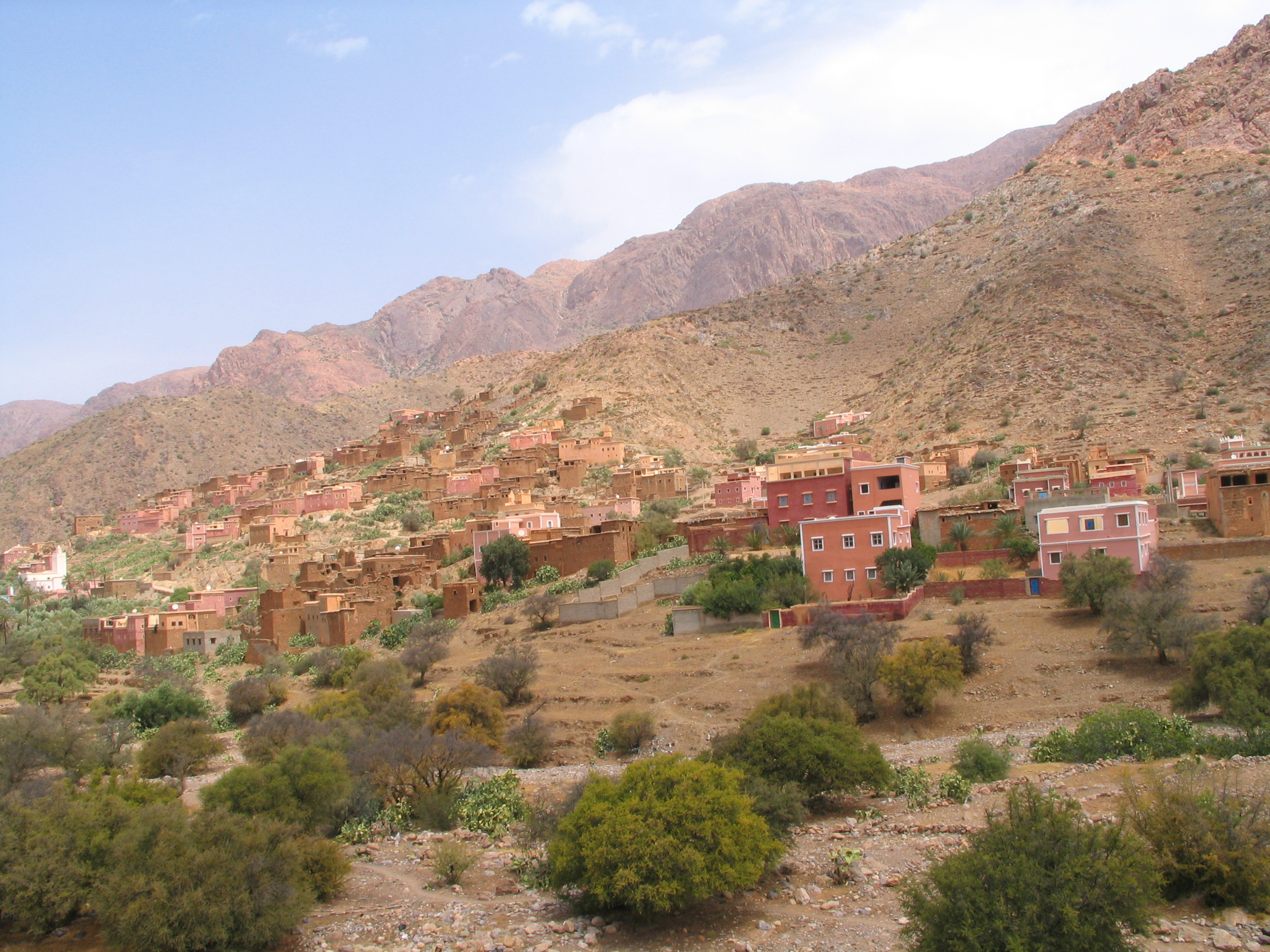
Valle de Ammeln, Tafraut
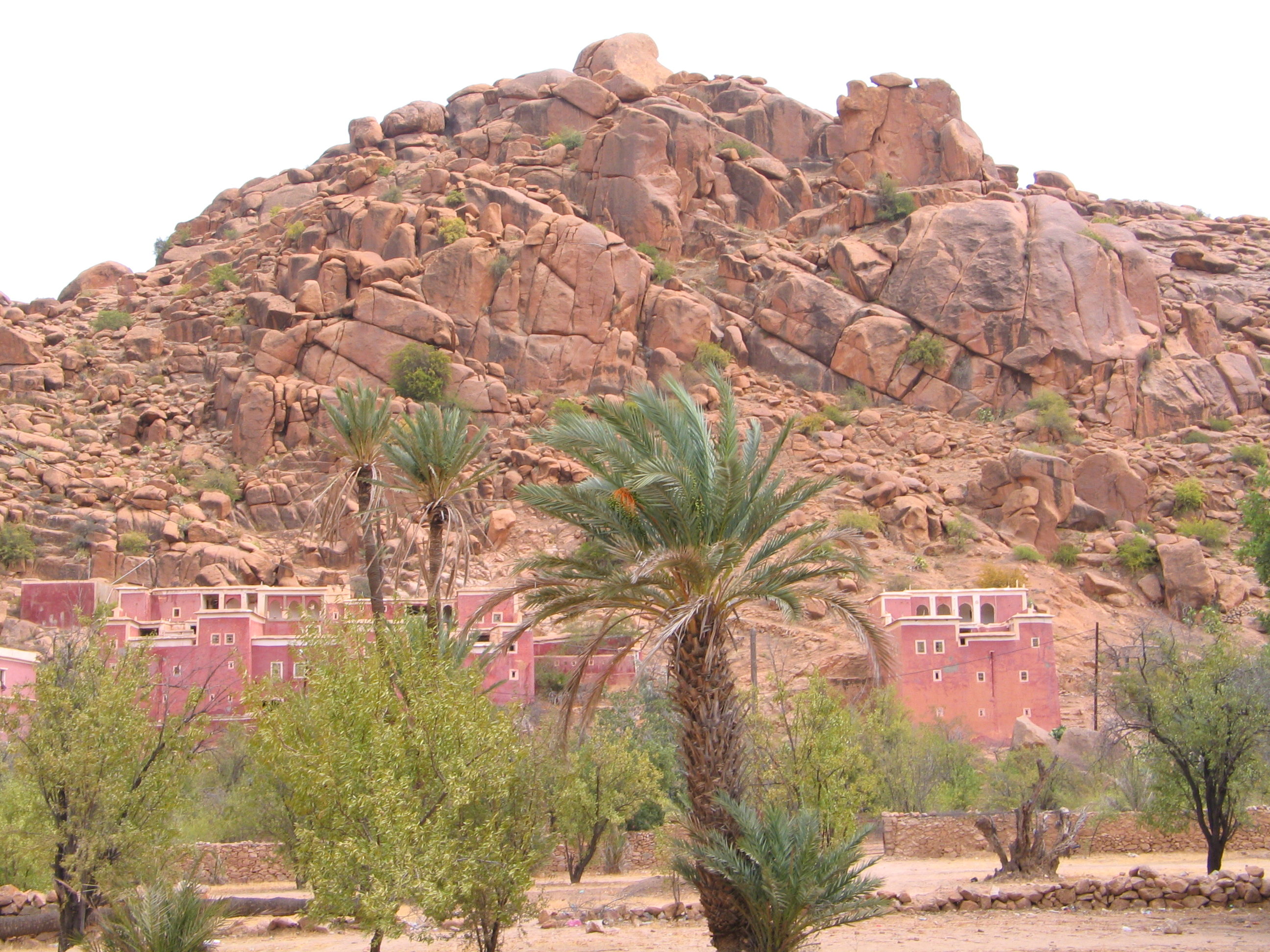
Tafraut
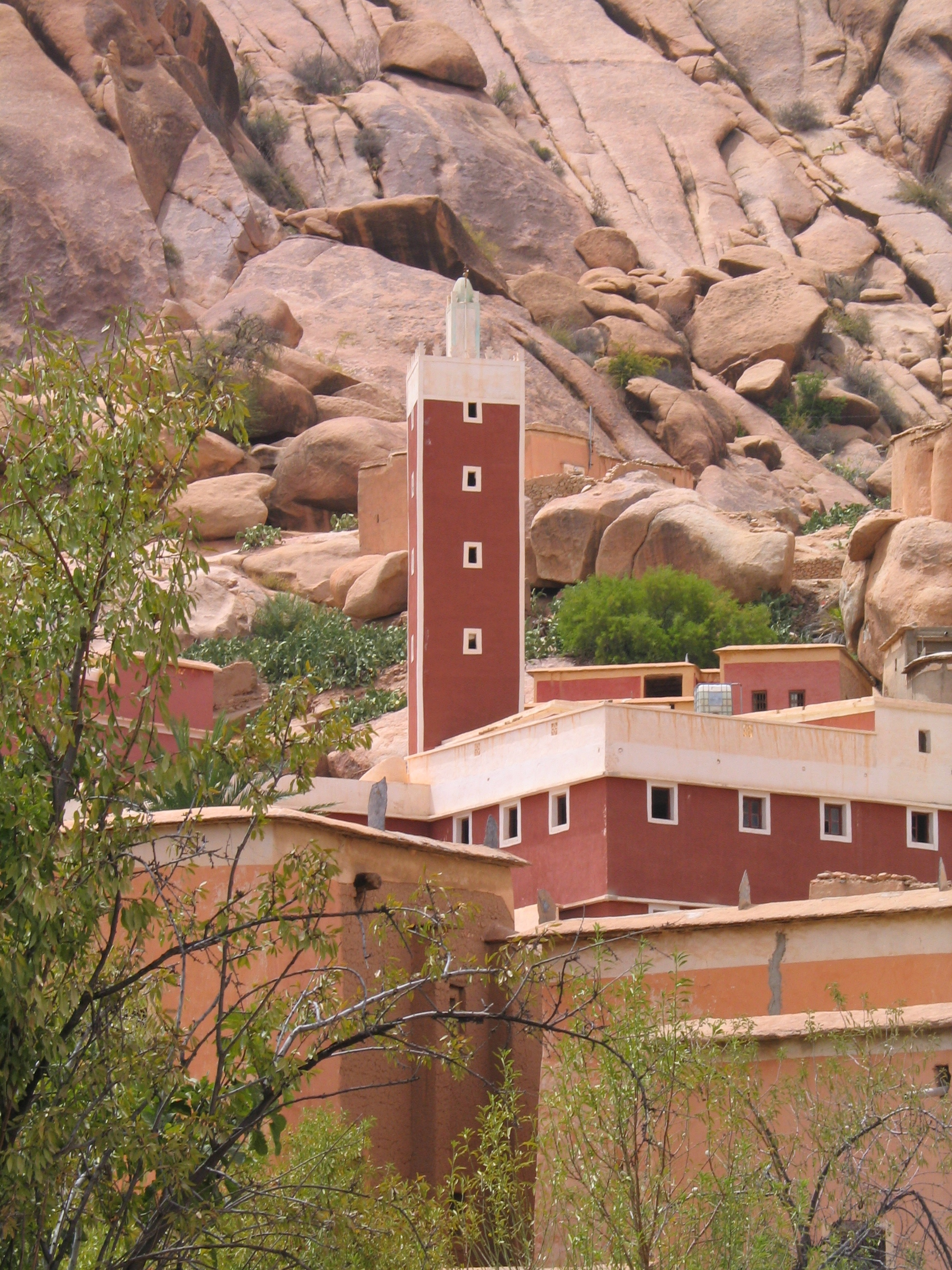
Tafraut, minarete